# 武村 (广州)
武村是中国广东省广州市从化区的一个自然村。在太平镇东面约8千米，属高田村管辖。始祖在宋时从南雄珠玑巷迁来，是此地最古老的村落，因村民姓武而得名。1998年时，全村人口450人。